# Tu Linh
Tu Linh (tiếng Mãn: ᠰᡳᡠᠯᡳᠩ, Möllendorff: Sioling, tiếng Trung: 修齡; 19 tháng 7 năm 1749 - 12 tháng 4 năm 1786) hay còn được phiên âm là Tú Linh (秀龄) là một hoàng thân của nhà Thanh trong lịch sử Trung Quốc, người thừa kế 1 trong 12 tước vị Thiết mạo tử vương.

## Cuộc đời
Tu Linh sinh vào giờ Thân, ngày 6 tháng 6 (âm lịch) năm Càn Long thứ 14 (1749), trong gia tộc Ái Tân Giác La. Ông là cháu trai đời thứ 4 của Dự Thông Thân vương Đa Đạc, tằng tôn của Dự Tuyên Hoà Thân vương Đa Ni, con trai thứ 15 của Dự Khác Thân vương Đức Chiêu, mẹ ông là Trắc Phúc tấn Trương thị (张氏).
Năm Càn Long thứ 20 (1755), ông nhậm chức Tán trật Đại thần. Năm thứ 27 (1762), cha ông khi ấy là Tín Khác Quận vương qua đời, triều đình lấy Như Tùng - hậu duệ của Đa Nhĩ Bác thế tập tước vị Tín Quận vương (信郡王), nên ông vẫn chưa thể kế tục tước vị của cha mình. Ông được phong làm Phụ quốc công, nhậm chức Tông Nhân phủ Tả Tông chính (左宗正).
Năm thứ 30 (1765), ông được phép tại Tán trật đại thần thượng hành tẩu. Năm thứ 34 (1769), tháng 10, thụ Tông Nhân phủ Hữu Tông nhân (右宗人) kiêm Phó Đô thống Mãn Châu Chính Bạch kỳ. Năm thứ 35 (1770), tháng giêng, điều làm Phó Đô thống Mãn Châu Tương Hồng kỳ. Tháng 5 điều làm Tông Nhân phủ Tả Tông nhân (宗人府左宗人). 1 tháng sau lại điều làm Phó Đô thống Hán quân Chính Hồng kỳ.
Năm thứ 36 (1771), tháng 4, tập tước vị Tín Quận vương đời thứ 6, tức Dự Thân vương đời thứ 7. Cùng tháng, điều làm Tông Nhân phủ Hữu Tông chính (宗人府右宗正). Cùng năm lại điều làm Tả Tông chính (左宗正). Năm thứ 37 (1772), tháng 3, quản lý Tương Bạch kỳ Giác La học (镶白旗觉罗学). Năm thứ 42 (1777), tháng 5, lại điều làm Hữu Tông nhân. Năm thứ 43 (1778), Càn Long Đế ca ngợi chiến công khai quốc của Dự Thông Thân vương Đa Đạc nên ra chỉ phục tước Dự Thân vương (豫親王), lệnh ông thế tập tước vị Dự Thân vương. Tháng 4 cùng năm, quản lý sự vụ Đô thống Mông Cổ Chính Bạch kỳ.
Năm thứ 47 (1782), ông thay quyền Đô thống Mãn Châu Tương Hồng kỳ. Năm thứ 48 (1783), tháng 4, thụ Minh trưởng (盟长). Tháng 10, nhậm Tông Nhân phủ Tông lệnh (宗人府宗令). Năm thứ 49 (1784), tháng 3, quản lý sự vụ Đô thống Mãn Châu Tương Lam kỳ.
Năm thứ 51 (1786), ngày 14 tháng 3 (âm lịch), giờ Tuất, ông qua đời, thọ 37 tuổi, được truy thụy Dự Lương Thân vương (豫良親王).

## Gia quyến

### Thê thiếp
- Đích Phúc tấn: Phú Sát thị (富察氏), con gái của Thừa Ân công Phó Văn (傅文) - anh trai Hiếu Hiền Thuần Hoàng hậu, là chị/em gái của Minh Thụy. Bà là người sinh cả năm người con trai cho Tu Linh.[14]
- Thứ Phúc tấn: Lý thị (李氏), con gái của Lý Khắc Vĩnh (李克永).

### Con trai
1. Dụ Phong (裕丰; 1769 - 1833), được thế tập tước vị Dự Thân vương vào năm 1786, đến năm 1814 bị đoạt tước. Có bốn con trai.
2. Dụ Thụy (裕瑞; 1771 - 1838), có hai con trai.
3. Dụ Hưng (裕興; 1772 - 1829), được thế tập tước vị Dự Thân vương vào năm 1814 đến năm 1820 bị đoạt tước. Có hai con trai.
4. Dụ Thanh (裕清; 1774 - 1797), vô tự.
5. Dụ Toàn (裕全; 1777 - 1840), được thế tập tước vị Dự Thân vương vào năm 1820. Sau khi qua đời được truy thụy Dự Hậu Thân vương (豫厚親王). Có 4 con trai.